# Bahnhof TGV Haute-Picardie
TGV Haute-Picardie ist ein Fernverkehrsbahnhof in der französischen Gemeinde Ablaincourt-Pressoir im Département Somme. Er wird täglich von etwa 9000 Reisenden genutzt und liegt an der Schnellfahrstrecke Nord zwischen Paris und Lille. Der Bahnhof befindet sich etwa zehn Kilometer westlich von Péronne, zwischen den Städten Saint-Quentin und Amiens. Nach seiner Eröffnung wurde der Bau von der Presse stark kritisiert, da er zu weit von einer der größeren Städte entfernt sei. Er hat den Spitznamen gare des betteraves ‚Zuckerrüben-Bahnhof‘, da er weitab von größeren Siedlungen mitten in den großen Zuckerrübenfeldern Nordfrankreichs gebaut wurde.
In der Nähe befinden sich jedoch Abfahrten der vielbefahrenen Autoroute A 1 (in Nord-Süd-Richtung) sowie der Autoroute A 29 (in Ost-West-Richtung).
Der Bahnhof verfügt über vier Gleise, wovon zwei Bahnsteiggleise sind und zwei als Durchfahrtgleis dienen, da der Bahnhof von den meisten Eurostar- und TGV-Zügen ohne Halt passiert wird. Im Jahr 2010 nutzten 400.000 Reisende den Bahnhof. Von seiner Inbetriebnahme bis 2010 nutzten fünf Millionen Passagiere den Bahnhof.